# 吞百村
吞百村是位于中國西藏自治區林芝市雅魯藏布江北岸的一个村莊，為西藏徒步遊途經的景點之一，由派镇转运站沿着雅鲁藏布江大桥过江对面，右转往吞百村方向步行约5公里即可到達。